# 公报 (美国专利商标局)
《公报》（英語：The Gazette），中文全称《美国专利商标局官方公报》，英文简写为Official Gazette，简称OG，是一份由美国专利商标局（USPTO）出版发行的官方刊物，每周二出版，其中包括书目信息和在该期刊日期出版的每项专利或商标的代表图样。
该刊物创刊于1872年1月1日，是《专利局报告》（Patent Office Report）的替代物，分为《专利官方公报》（Official Gazette for Patents）和《商标官方公报》（Official Gazette for Trademarks）两个分册出版。专利公报创刊于1872年，每周出版一次，主要发布USPTO专利事务方面的官方通知。